# Chamical
Chamical – miasto w Argentynie, w prowincji La Rioja, stolica departamentu Chamical.
Według danych szacunkowych na rok 2010 miejscowość liczyła 12 919 mieszkańców.
W mieście rozwinął się przemysł materiałów budowlanych